# Dryobotodes semiconfluens
Dryobotodes semiconfluens là một loài bướm đêm trong họ Noctuidae.